# 潘非
潘非（1990年1月31日—），中国湖北省武汉市人，围棋职业五段棋手。他2005年入段，2011年7月升为五段。他于2007年至2009年代表湖北的队伍参加围甲联赛。他进入第二届梦百合杯本赛64强。

## 国际比赛成绩
2015年第二届梦百合杯预选赛连胜晏宁、金东昊、孟泰龄进入本赛。本赛首轮负于谢科。